# 八王子警察署
八王子警察署（はちおうじけいさつしょ）は、警視庁が管轄する警察署の一つである。第九方面本部所属。署員数400名以上、東京都西部・多摩地域を代表する大規模警察署であり、署長の階級は警視正。八王子市北部地域を管轄している。他の警視庁施設として、管轄区域内には第九方面交通機動隊並びに自動車警ら隊の本部等が存在する。
2017年8月27日、新庁舎（東京都八王子市元本郷町3丁目19番1号）に移転した。識別章所属表示はVE。

## 管轄区域
- 八王子市のうち

暁町　旭町　東町　石川町　犬目町　上野町　宇津木町　梅坪町　追分町　大谷町　大横町　大和田町　小門町　尾崎町　加住町　上川町　川口町　清川町　久保山町　小宮町　子安町　左入町　新町　千人町　平町　高倉町　高月町　滝山町　田町　丹木町　台町　寺町　天神町　戸吹町　中町　中野上町　中野山王　中野町　楢原町　八幡町　日吉町　平岡町　富士見町　本町　本郷町　丸山町　三崎町　みつい台　緑町　南新町　南町　宮下町　美山町　明神町　元本郷町　元横山町　八木町　谷野町　八日町　横山町　万町

## 施設
- 新庁舎は、地上6階、地下1階建て。延べ床面積は約1万4900平方メートルで旧庁舎の約3.1倍となり、地下には新たに射撃場も設置。屋上では太陽光発電が行われ、屋上緑化や蛍光灯のLED使用など環境面にも配慮した[1]。

## 所在地
- 東京都八王子市元本郷町3丁目19番1号

## 沿革
- 1881年：神奈川県第7号警察出張所設置。
- 1893年：神奈川県南多摩郡、東京府（現・東京都）編入に伴い、警視庁八王子警察署設置。
- 1926年：町田分署が独立し、町田警察署分離設置。
- 1948年：国家地方警察および自治体警察発足により、八王子市警察署、浅川町警察署および八王子地区警察署設置。
- 1954年：八王子市警察署、浅川町警察署および八王子地区警察署統合。警視庁八王子警察署設置。
- 1981年 ：旧庁舎が竣工。
- 1995年：高尾警察署分離設置。
- 2009年：南大沢警察署分離設置。
- 2017年：新庁舎（東京都八王子市元本郷町3丁目19番1号）に移転。

## 組織
- 警務課
- 会計課
- 交通課
- 警備課
- 地域課
- 刑事組織犯罪対策課
- 生活安全課

## 交番
- 富士森交番（八王子市上野町103番地の19）
- 八王子駅南口交番（八王子市旭町7番10号）
- 八王子駅北口交番（八王子市旭町1番1号）
- 元横山交番（八王子市元横山町2丁目23番6号）
- 大和田交番（八王子市大和田町5丁目5番10号）
- 北八王子交番（八王子市石川町2957番地の1）
- 追分交番（八王子市追分町10番1号）
- 西八王子駅前交番（八王子市千人町2丁目21番3号）
- 稲荷坂交番（八王子市暁町2丁目8番3号）
- 中野交番（八王子市中野上町4丁目9番11号）
- 犬目交番（八王子市犬目町8番地の1）

### 過去に存在した交番
- 南陽台交番：駐在所へ変更
- 片倉交番：地域安全センターに用途変更
- 横山交番：地域安全センターに用途変更
- 元本郷交番：地域安全センターに用途変更
- 松が谷交番（八王子市松が谷）：南大沢署に移管
- 堀之内駅前交番（八王子市別所2丁目）：南大沢署に移管
- 下柚木交番（八王子市越野）：南大沢署に移管
- 南大沢駅前交番（八王子市南大沢2丁目）：南大沢署に移管
- 高嶺交番（八王子市北野台4丁目）：南大沢署に移管
- 北野駅前交番（八王子市打越町）：南大沢署に移管
- みなみ野交番（八王子市みなみ野1丁目）：南大沢署に移管

## 駐在所
- 久保山駐在所（八王子市久保山町2丁目43番地の1）
- 丹木駐在所（八王子市滝山町2丁目594番地の4）
- 上川口駐在所（八王子市川口町1765番地1）
- 石川駐在所（八王子市石川町422番地の3）
- 宮下駐在所（八王子市宮下町347番地の3）
- 安戸駐在所（八王子市暁町1丁目39番10号）
- 下川口駐在所（八王子市川口町918番地の1）
- 小宮町駐在所（八王子市小宮町893番地の4）
- 左入町駐在所（八王子市みつい台2丁目2番1号）

## 地域安全センター
- 横山地域安全センター（八王子市横山町25番2号）
- 元本郷地域安全センター（八王子市元本郷町1丁目1番6号）

## 主な未解決事件
- 八王子スーパー強盗殺人事件(1995年(平成7年)7月発生)　-　2023年8月現在で未解決事件。現在も捜査中。
- 打越町たばこ店母・息子殺人事件[2]

※他に、同署管轄内の未解決事件も、多数あり。

## 人身事故
2010年3月1日、午後4時40分ごろに東京都八王子市尾崎町の片側1車線の市道沿いにある八王子警察署分室の庁舎に入るため職務中の同署勤務の警部補がワンボックス車で右折しようとした際、対向車線から走ってきた2人乗りのバイクに激突、バイクを運転していた男性は頭蓋骨骨折の重傷、同乗の女性は全身打撲の軽傷を負った。同署長は謝罪をし、署員に対し交通運転の指導を徹底するようコメントした。